# テロリストによる爆弾使用の防止に関する国際条約
テロリストによる爆弾使用の防止に関する国際条約（英語: International Convention for the Suppression of Terrorist Bombings）は、爆弾テロの容疑者が刑事手続きを免れることのないよう、締約国に対し、容疑者を関係国に引き渡すか自国の当局に訴追を付託するかのいずれかを義務付ける多国間条約である。略称として爆弾テロ防止条約（英語: Terrorist Bombings Convention）とも呼ばれる。

## 爆弾テロ防止条約 (1997)
爆弾テロ防止条約は、国際連合総会第6委員会において1997年12月15日に作成され、2001年5月23日から効力が生じた。日本は2001年11月16日に受託書を寄託し、同年11月21日公布及び告示、同年12月16日から効力が発生した。